# Pastýřská křížová výprava (1320)

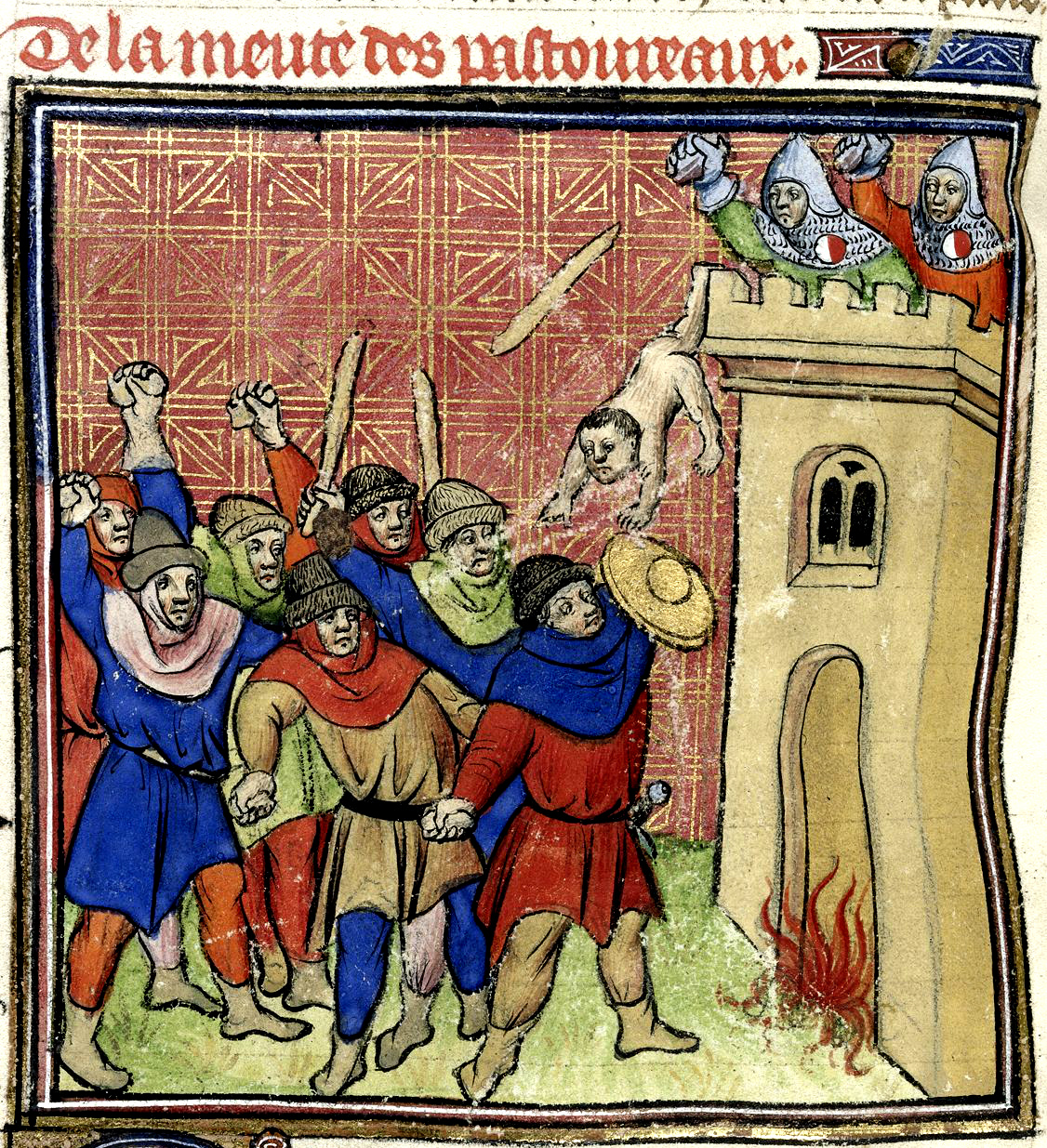
Běsnící sedláci boří věž ve Verdun-sur-Garonne v Languedoku, kde poté zabili na 500 Židů

Pastýřská křížová výprava v roce 1320 bylo lidové křižácké hnutí v severní Francii. Podobně jako někdejší selská křížová výprava (1096), bylo i toto hnutí tvořeno nižšími společenskými vrstvami. Cílem těchto křižáckých „pastýřů“ (francouzsky pastoureaux) bylo zapojit se do bojů reconquisty na Pyrenejském poloostrově proti Maurům, ale protože si nedokázali získat podporu církve ani šlechty, jejich běsnění se brzy obrátilo proti Židům ve Francii a Aragonii a vyžádalo si stovky jejich životů.